# Weiße Weihnacht
Weiße Weihnacht ist eine Spezialfolge und die siebte Folge der britischen Serie Black Mirror. In der Folge geht es um zwei Männer, welche seit längerer Zeit in einer Hütte in einer verschneiten Landschaft leben.

## Handlung
Matt und Joe sitzen offenbar bereits seit fünf Jahren in einer verschneiten Hütte, wobei Joe bedrückt ist und nicht sehr kommunikativ. Matt versucht, ihn zum Reden zu bringen, indem er eine Geschichte über sich selbst erzählt.
In der Vergangenheit ist Matt ein Coach für Dating gewesen und hat einem schüchternen jungen Mann bei einer Party zu einer Bekanntschaft verholfen, indem er ihm über ein Gerät Informationen zugeflüstert hat. Die Frau jedoch hat beobachtet, wie der junge Mann mit dem Gerät in seinem Ohr redet, und vermutet, er rede mit Stimmen in seinem Kopf. Die suizidgefährdete Frau bringt sich und den jungen Mann mit einem Getränk um. Die Männer, die Matt bei der Übermittlung über eine Videokonferenz zugesehen haben, brechen diese ab und löschen alle Beweise über die Datinghilfe.
Nach vergangener Zeit fragt Joe Matt nach seinem Beruf. Dieser erzählt, dass er sogenannte Cookies, Implantate trainiert, die es erlauben, während der Tragezeit die Persönlichkeit des Trägers aufzunehmen und vollständig zu kopieren. Dies ist so gut, dass das explantierte Bewusstsein denkt, es sei die echte Person, wenn der Chip wieder entnommen wird. Man kann einen Cookie so programmieren, dass der Träger denkt, er sei für einen längeren Zeitraum eingesperrt, wobei er in Echtzeit nur für wenige Sekunden eingesperrt ist.
Schließlich beginnt auch Joe, etwas von sich zu erzählen. Dessen Freundin Beth hat ihre Schwangerschaft verheimlicht und plant abzutreiben. Es ist zum Streit gekommen, in dem Beth Joe geblockt hat. Jeder Mensch trägt ein Implantat, was erlaubt, Menschen komplett optisch und akustisch auszublenden, dieser Vorgang nennt sich „blocken“. Sie verlässt ihn. Joe stellt seiner Freundin lange Zeit nach, diese hat währenddessen das Kind doch noch bekommen. An Weihnachten, wenn sie mit ihrem Kind ihren Vater besucht, spioniert er ihr jedes Jahr nach und sieht seinem Kind, welches für ihn ebenso verpixelt ist, beim Spielen im verschneiten Garten zu.
Nach einer bestimmten Zeit sieht Joe ein Bild seiner Ex-Frau im Fernsehen, die bei einem Zugunglück ums Leben gekommen ist. Durch ihren Tod wurde die Blockierung aufgehoben und Joe kann nicht nur wieder das Bild seiner Ex-Frau sehen, sondern endlich auch seine Tochter, die, wie er bei ihrem Großvater feststellen muss, asiatische Gesichtszüge besitzt und somit nicht von ihm stammen kann.
Es kommt zum Streit mit dem Großvater, an dessen Ende Joe ihn mit einer Weihnachtskugel erschlägt.
Zunehmend wird Joe bewusst, dass die Hütte, in der er mit Matt lebt, immer mehr Ähnlichkeiten aufweist mit der Hütte des Großvaters.
Weiterhin erzählt Joe unter Tränen, dass das Kind alleine mit ihrem toten Großvater auf Hilfe gewartet hat und nach einiger Zeit aus dem Haus gelaufen ist, um Hilfe zu holen und bei den kalten Winterverhältnissen erfroren ist.
Nach dieser Geschichte verschwindet Matt plötzlich aus der Hütte. Es stellt sich heraus, dass die Hütte eine Simulation ist. Der Cookie von Joe wurde so manipuliert, dass er denkt, er würde seit Jahren mit Matt in einer Hütte leben, er ist jedoch genau wie Matt ein Insasse in einem Gefängnis und wird mithilfe des Cookies verhört. Beide sitzen wegen Mordes, Joe wegen des Großvaters und seines Kindes, und Matt wegen des jungen Mannes aus der Datinggruppe.
Durch Matts Mitwirkung an dem Fall wird dieser in die Freiheit entlassen, jedoch sind ab diesem Zeitpunkt alle Menschen für immer für ihn geblockt, er wird von anderen Menschen nun als rot und verpixelt gesehen.
Joes Cookie verbleibt während der Weihnachtszeit in der Simulation der Hütte, wobei ein Polizist diese so einstellt, dass sich eine Minute in Echtzeit für ihn anfühlt wie 1000 Jahre. Er verweilt so mit dem gleichen Lied, welches immer wieder läuft, in der Simulation.

## Hintergrund
Nach der zweiten Staffel von Black Mirror stimmte Channel 4 einer dritten Staffel mit vier Folgen zu, unter der Bedingung, dass detaillierte Zusammenfassungen der Folgen gegeben werden. Nachdem sie einige Ideen vorgestellt hatten, wurde dem Serienschöpfer Charlie Brooker und der ausführenden Produzentin Annabel Jones mitgeteilt, dass sie nicht ganz dem Konzept der Show entsprachen. Ein Jahr später konnten Brooker und Jones ein 90-minütiges Weihnachtsspecial aushandeln. Es war die letzte Black Mirror-Folge, die unter Channel 4 produziert wurde; danach wurde die Serie vom Streamingdienst Netflix übernommen. Die Folge wurde am 16. Dezember 2014 im Vereinigten Königreich ausgestrahlt.
Die Episode besaß ein sehr begrenztes Budget. Die Dreharbeiten fanden innerhalb kurzer Zeit in unterschiedlichen Gegenden Londons statt, was eine Herausforderung darstellte. Die Hütte wurde so gestaltet, dass sie zeitlos aussieht. Die Folge wurde im Oktober 2014 gedreht, als Hamm und Spall beide schwere Erkältungen hatten.

## Auszeichnungen
Rafe Spall wurde für seine Darstellung in Weiße Weihnacht 2015 für einen International Emmy Award in der Kategorie Beste Leistung eines Schauspielers nominiert. Weiße Weihnacht erhielt 2015 eine Nominierung in der Kategorie Sound – Drama der RTS Craft and Design Awards.
Bei den RTS Programme Awards 2016 erhielt Weiße Weihnacht eine Nominierung in der Kategorie Single Drama. Weiße Weihnacht war 2016 für einen Broadcast Award in der Kategorie Best Single Drama nominiert.